# Lasiosina dudichi
Lasiosina dudichi är en tvåvingeart som beskrevs av Dely-draskovits 1982. Lasiosina dudichi ingår i släktet Lasiosina och familjen fritflugor.
Artens utbredningsområde är Mongoliet. Inga underarter finns listade i Catalogue of Life.